# 小行星5019
小行星5019（5019 Erfjord）是一颗绕太阳运转的小行星，为主小行星带小行星。该小行星于1979年6月发现。

## 轨道参数
小行星5019的轨道半长轴为363 054 546 km（2.4268352 UA），离心率为0.074。